# Ian Gaynair
Ian Gaynair (né le 26 février 1986 à Belize City) est un footballeur bélizien, jouant actuellement comme défenseur au FC Belize.

## Biographie
Défenseur international bélizien, il participe à la Gold Cup 2013, inscrivant le seul but de la compétition du Belize contre les États-Unis (1-6). Il reçoit trois cartons jaunes et se voit expulsé lors du dernier match.
En juillet 2013, il refuse, en compagnie du gardien Woodrow West, des pots-de-vin pour le match contre les États-Unis. La CONCACAF félicite les deux joueurs.